# 米歇尔·詹纳
米歇尔·詹纳·于松（Michelle Jenner Husson，1986年9月14日—），西班牙电影及电视演员。1986年生于巴塞罗那，曾于Nancy Tuñon演艺学校学习表演。2岁时曾登上电视荧屏，她的电视处女作是2000年的剧集《城市的色彩》（El cor de la cuitat）。2004年出演了首部电影《夏天的云》（Nubes de verano）。之后因在《巴克的朋友们》（Los hombres de Paco）中饰演莎拉·米兰达而成名。2011年她在电影《别害怕》中饰演一个遭到父亲侵犯的女孩。2012年在西班牙电视台的剧集《伊莎贝拉一世》中出演了女主角伊莎贝拉女王。